# Nedre Bastutjärnen, Norrbotten
Nedre Bastutjärnen är en sjö i Bodens kommun i Norrbotten och ingår i Råneälvens huvudavrinningsområde. Nedre Bastutjärnen ligger i Råneälven Natura 2000-område.